# 백미러

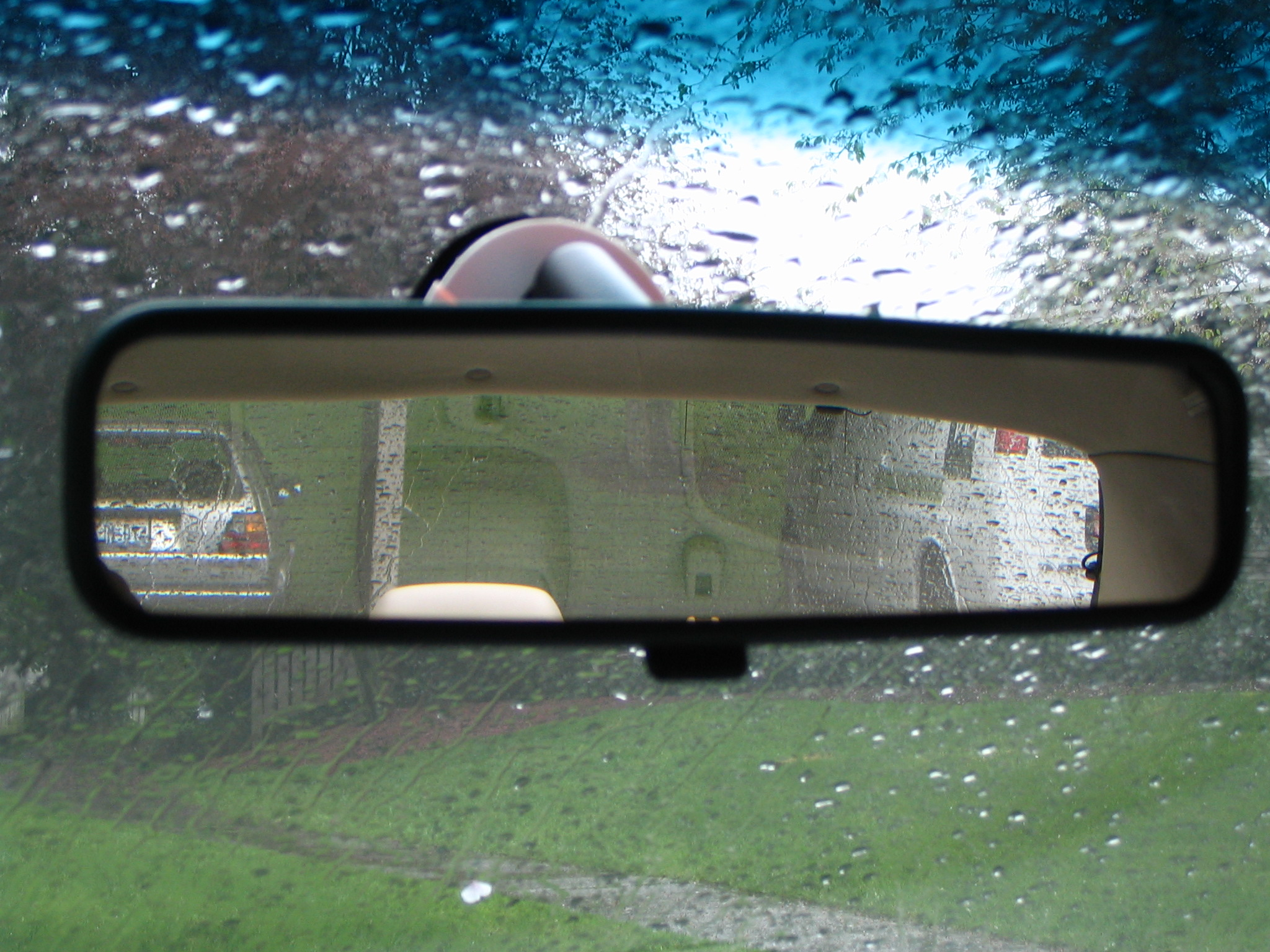
백미러의 모습.

백미러(Back mirror)는 자동차에서 후방을 확인하기 위해서 사용하는 거울이다. 주행 중 자동차의 주변의 상황을 확인하기 위해 실내에 있는 하나를 룸미러라고 하고, 차량 앞부분 좌우에 하나씩 달려 있는데 사이드 미러라고 한다. 실내에 있는 룸미러는 차량의 뒷부분 상황을 확인하는데 사용을 하고, 사이드 미러는 각각 좌우를 확인하는데 사용한다. 현재는 양문 앞에 보조미러로 추가로 달아 사각지대 없이 운전할 수 있다.
백미러의 기능은 방향 전환이나 후진시에 반드시 필요하다. 사고를 미리 예방하기 위해서 항상 예의 주시하며 운전하는 습관을 들여야 한다.
보통 자동차에 달려있는 사이드 미러는 자동차 내부에서 접었다 펼 수 있게하는 원격조정이 가능하다.
또한 자동차뿐 아니라 자전거, 비행기, 전투기, 기차, 탱크 등에서도 백미러가 있다.
그러나 최근 테슬라 사이버트럭에서는 연비, 향력계수의 개선을 이유로 사이드미러를 없앤 것이 특징이다.

룸미러(Room mirror)라고도 부른다.

## 같이 보기
- 자동 주차
- 대시캠
- 주차 조향 보조 시스템
- 차선 유지 보조 시스템